# Öre
Öre (öre o ören plurale, pronuncia svedese: [ˈœ̂ːrɛ]) è la suddivisione centesimale della corona svedese.
Il nome öre deriva dalla parola latina aereus/aurum, che significa oro. Le corrispondenti suddivisioni delle corone norvegesi e danesi sono chiamate øre.

## Storia
Durante il Medioevo, l'öre era un'unità di valuta svedese pari a 1/8 di un marco, 3 örtugar o 24, 36 o 48 penningar (a seconda dell'area geografica in cui veniva utilizzata). Era già un'unità di conto nell'XI secolo, ma non fu coniata come moneta fino al 1522. L'öre fu ritirato nel 1776, ma restituito nel 1855 come 1/100 del riksdaler. Il riksdaler fu sostituito dalla corona nel 1873 (un riksdaler equivaleva a una corona), ma l'öre rimase il nome dell'unità minore.
L'ultimo öre è stato ritirato nel 2010, ma la suddivisione centesimale è ancora utilizzata in contesti non monetari come i saldi bancari e le transazioni senza contanti, mentre le cambiali da pagare in contanti sono arrotondate alla corona più vicina.

## Monete

### 1 öre
Monete da 1 öre, del re 1844–1973
| Monarca                       | Invertito | Dritto | Note |
| ----------------------------- | --------- | ------ | --- |
| Oscar I (1844-1859)           |           |        | 2,80 g, bronzo Dritto: testa a sinistra Legenda dritto: OSCAR SVERIGES... Invertito: valore, data all'interno della corona                                                                               |
| Carlo XV (1859-1872)          |           |        | 2,70 g, bronzo Dritto: testa a sinistra Legenda dritto: CARL XV SVERIGES... Invertito: valore, data all'interno della corona                                                                             |
| Oscar II (1872-1907)          |           |        | 2,00 g, bronzo Dritto: scudo coronato Invertito: valore e data affiancati da corone |
| Gustavo V (1907-1950)         |           |        | 2,00 g, bronzo Dritto: scudo coronato Invertito: valore e data affiancati da corone 1,75 g, ferro Dritto: monogramma coronato divide la data Verso: Valore e corone Problemi della prima guerra mondiale |
| Gustavo VI Adolfo (1950–1973) |           |        | 2,00 g, bronzo Dritto: corona sopra Verso: il valore all'interno del cerchio divide la data sotto la corona Bordo: liscio                                                                                |

### 5 öre

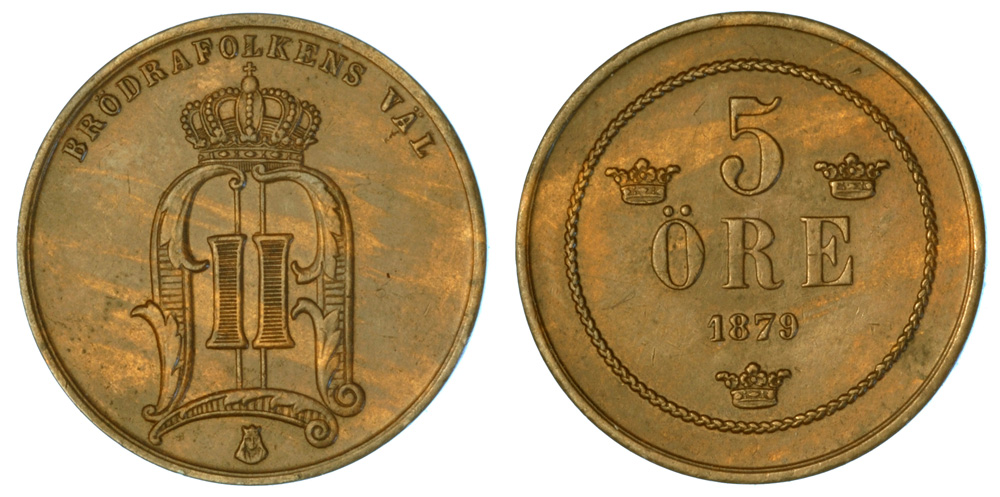
5 öre del 1879
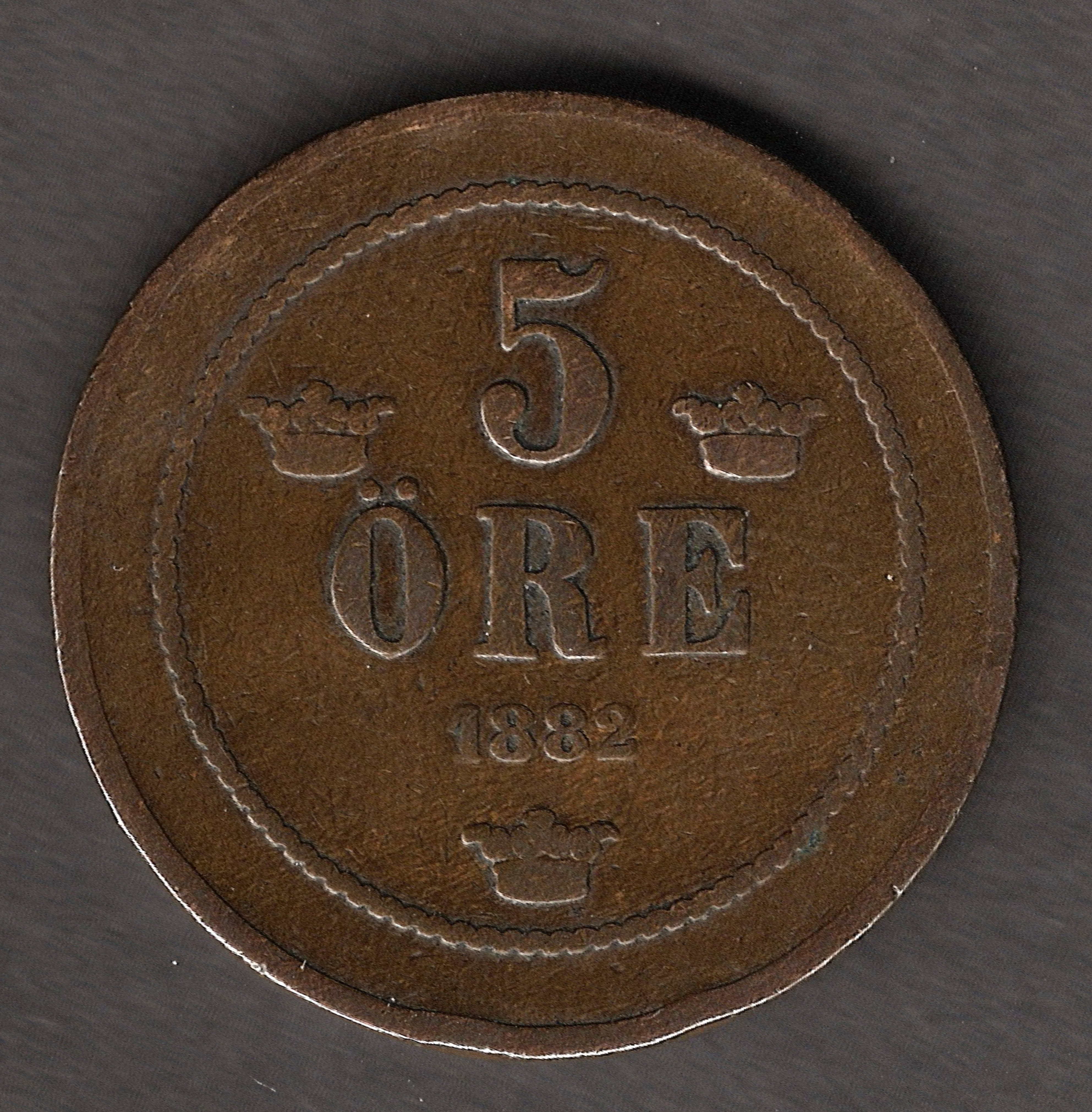
5 öre del 1882
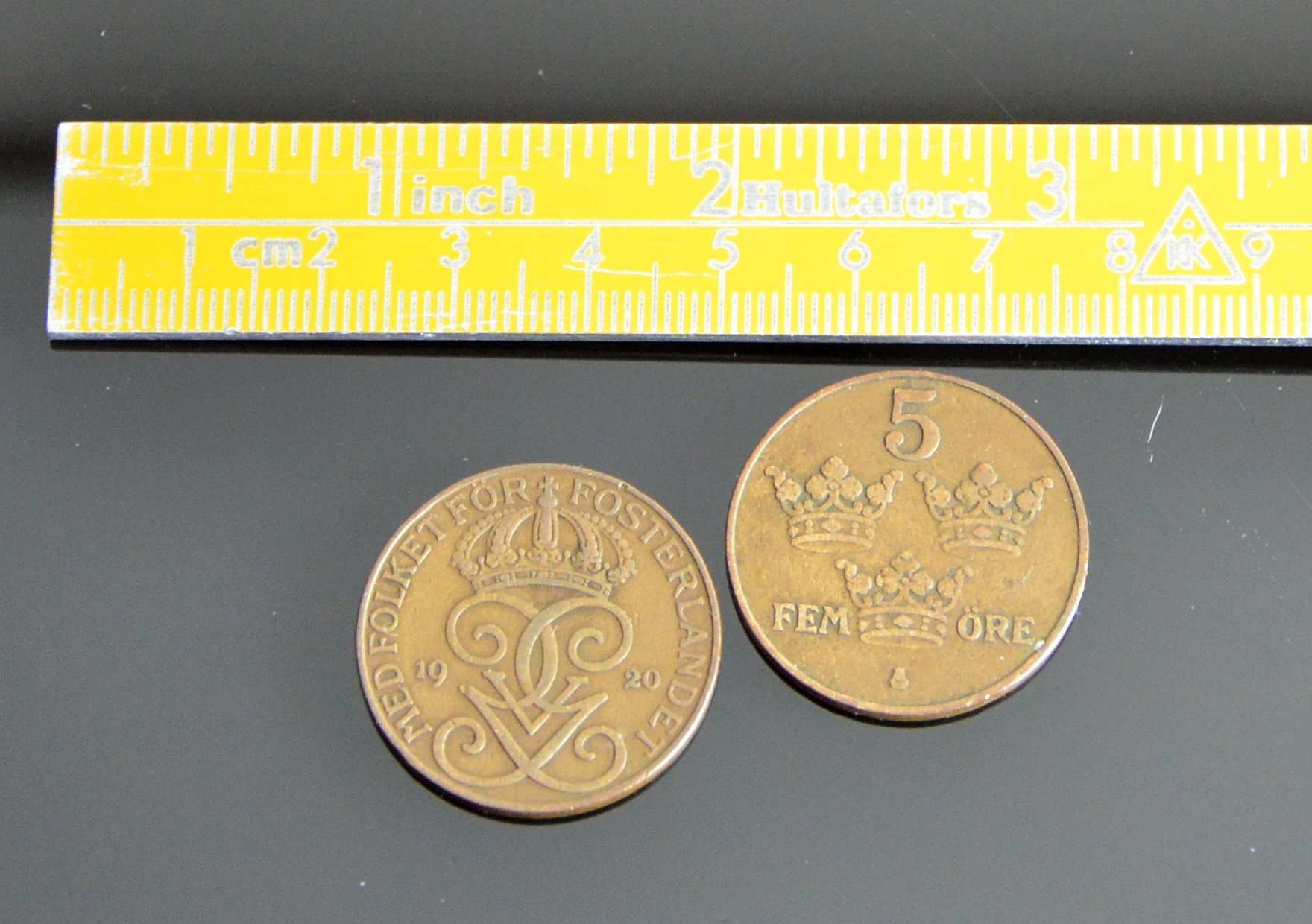
5 öre del 1920
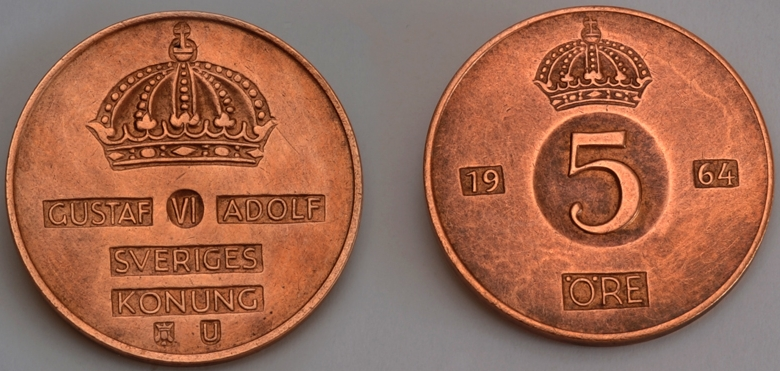
5 öre del 1964

### 10 öre

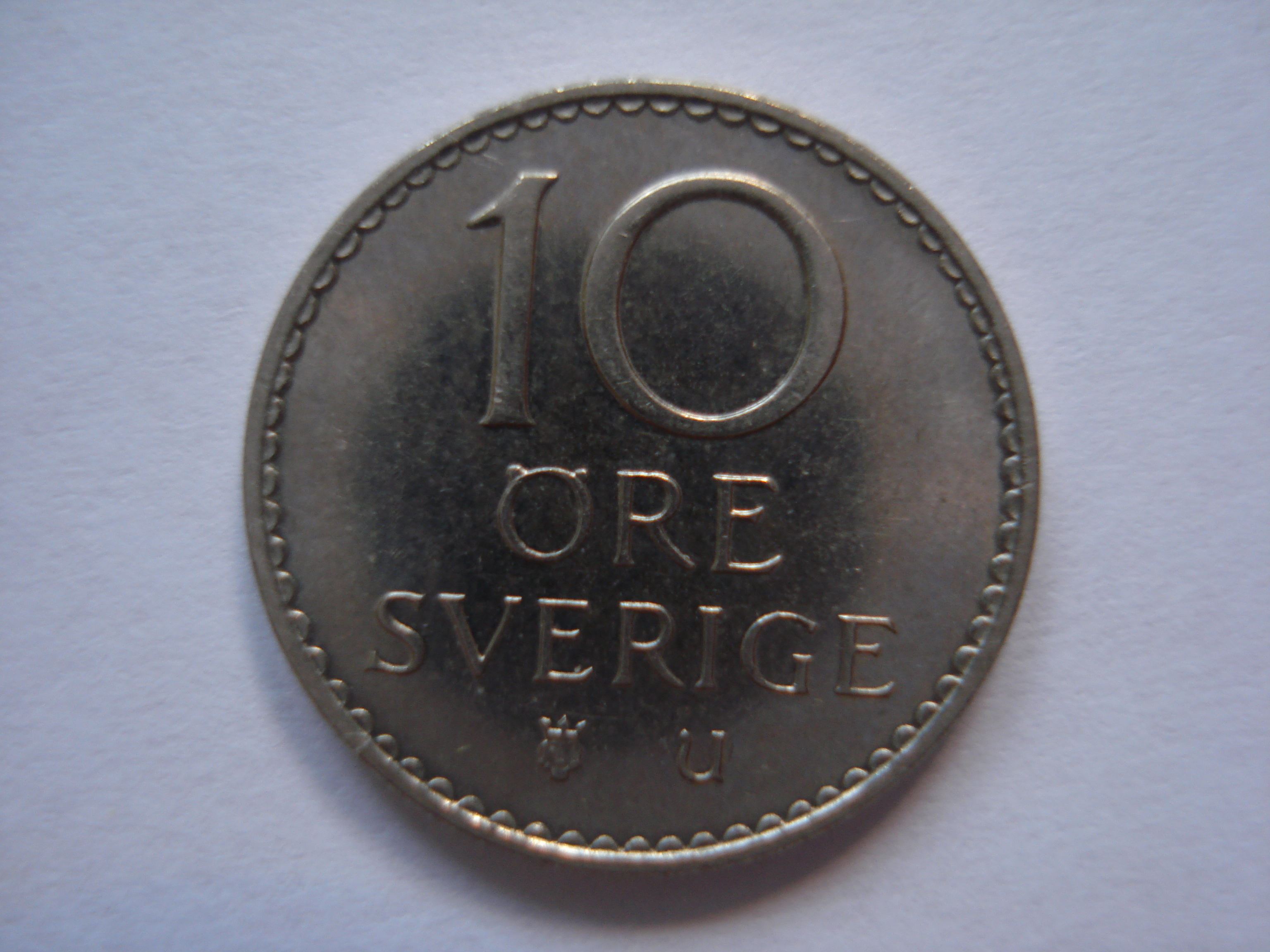
10 öre del 1973

### 25 öre

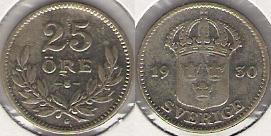
25 öre del 1930

### 50 öre
Dall'ottobre 1992, l'unica moneta in uso in Svezia con un valore inferiore a 1 corona era la moneta da 50 öre. Il 18 dicembre 2008, la Riksbank svedese ha annunciato una raccomandazione al governo svedese per eliminare gradualmente l'ultima moneta öre entro il 2010

. La moneta ha cessato di essere coniata il 25 marzo 2009 e ha cessato di avere corso legale dopo il 30 settembre 2010.

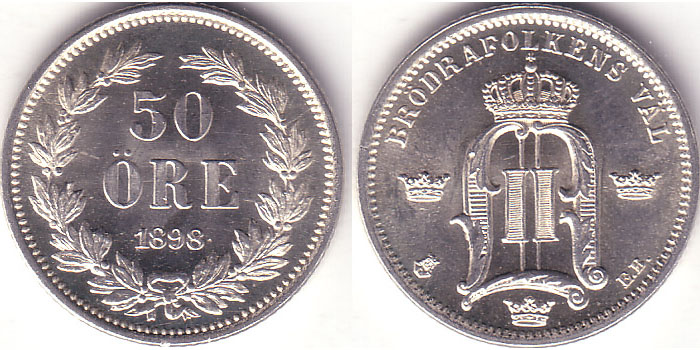
50 öre del 1898